# Llista de les ciutats d'Egipte
Llista de les ciutats d'Egipte que superen els 100.000 habitants.
Segons les estimacions oficials a 1 de gener de 2010
, Egipte compta amb 42 ciutats que superen els cent mil habitants. D'elles, n'hi ha tres que depassen del milió de població.

## Llista
La llista següent dona les ciutats ordenades per població i la governació on estan ubicades. Les que són capitals de la governació corresponent, es ressalten en negreta:
| Posició | Localitat            | Nom en àrab      | Estim. 2010 | Governació                    | Anotacions                          |
| ------- | -------------------- | ---------------- | ----------- | ----------------------------- | ----------------------------------- |
| 1.      | El Caire             | القاهرة          | 8.105.071   | Governació del Caire          | La més poblada del Caire i d'Egipte |
| 2.      | Alexandria           | الإسكندرية       | 4.388.219   | Governació d'Alexandria       | La més poblada d'Alexandria         |
| 3.      | Guiza                | الجيزة           | 3.438.401   | Governació de Guiza           | La més poblada de Guiza             |
| 4.      | Shubra-el-Khema      | شبرا الخيمة      | 1.072.951   | Governació de Qalyubia        | La més poblada de Qalyubia          |
| 5.      | Port Saïd            | بور سعيد         | 607.353     | Governació de Port Saïd       | La més poblada de Port Saïd         |
| 6.      | Suez                 | السويس           | 547.352     | Governació de Suez            | La més poblada de Suez              |
| 7.      | Luxor                | الأقصر           | 487.896     | Governació de Luxor           | La més poblada de Luxor             |
| 8.      | Mansura              | المنصورة         | 480.494     | Governació d'Al-Daqahliyah    | La més poblada d'Al-Dagahliyab      |
| 9.      | El-Mahalla El-Kubra  | المحلة الكبرى    | 458.297     | Governació d'Al-Gharbiya      | La més poblada d'Al-Gharbiya        |
| 10.     | Tantā                | طنطا             | 437.793     | Governació d'Al-Gharbiya      |                                     |
| 11.     | Asyut                | أسيوط            | 403.202     | Governació d'Asyut            | La més poblada d'Asyut              |
| 12.     | Ismaïlia             | الإسماعيلية      | 352.411     | Governació d'Ismaïlia         | La més poblada d'Ismaïlia           |
| 13.     | El Faium             | الفيوم           | 338.959     | Governació d'el Faium         | La més poblada d'el Faium           |
| 14.     | Al-Zaqāziq           | الزقازيق         | 314.331     | Governació de Sharqia         | La més poblada de Sharquia          |
| 15.     | Damiata              | دمياط            | 299.926     | Governació de Damiata         | La més poblada de Damiata           |
| 16.     | Assuan               | أسوان            | 281.891     | Governació d'Assuan           | La més poblada d'Assuan             |
| 17.     | Al-Minyā             | المنيا           | 253.767     | Governació d'Al-Minya         | La més poblada d'Al-Minya           |
| 18.     | Damanhur             | دمنهور           | 252.017     | Governació de Buhayra         | La més poblada de Buhayra           |
| 19.     | Beni Suef            | بنى سويف         | 225.789     | Governació de Beni Suef       | La més poblada de Beni Suef         |
| 20.     | Hurghada             | الغردقة          | 223.124     | Governació de la Mar Roja     | La més poblada de la Mar Roja       |
| 21.     | Qena                 | قنا              | 222.724     | Governació de Qena            | La més poblada de Quena             |
| 22.     | 6 d'Octubre          | مدينة ستة اكتوبر | 215.650     | Governació del 6 d'Octubre    | La més poblada del 6 d'Octubre      |
| 23.     | Sohag                | سوهاج            | 197.819     | Governació de Sohag           | La més poblada de Sohag             |
| 24.     | Shibin el-Kom        | شبين الكوم       | 183.553     | Governació de Menufeya        | La més poblada de Menufeya          |
| 25.     | Al-Ashir mir-Ramadan | عشرة رمضان       | 167.215     | Governació de Sharqia         |                                     |
| 26.     | Banha                | بنها             | 163.774     | Governació de Qalyubia        |                                     |
| 27.     | Mersa Matruh         | مرسى مطروح       | 156.947     | Governació de Matruh          | La més poblada de Matruh            |
| 28.     | Kafr al-Sheikh       | كفر الشيخ        | 156.078     | Governació de Kafr al-Sheikh  | La més poblada de Kafr al-Sheikh    |
| 29.     | Al-Arish             | العريش           | 155.639     | Governació del Sinaí del Nord | La més poblada de Sinaí del Nord    |
| 30.     | Mallawi              | ملوى             | 148.327     | Governació d'Al-Minya         |                                     |
| 31.     | Belbeis              | بلبيس            | 145.232     | Governació de Sharqia         |                                     |
| 32.     | Edfú                 | إدفو             | 128.004     | Governació de Qena            |                                     |
| 33.     | Mit Ghamr            | ميت غمر          | 120.954     | Governació d'Al-Daqahliyah    |                                     |
| 34.     | Al-Hawamidiyah       | الحوامدية        | 116.702     | Governació de Guiza           |                                     |
| 35.     | Dosoq                | دسوق             | 112.625     | Governació de Kafr al-Sheikh  |                                     |
| 36.     | Qalyub               | قليوب            | 110.156     | Governació de Qalyubia        |                                     |
| 37.     | Abu Kabeer           | أبو كبير         | 109.448     | Governació de Sharqia         |                                     |
| 38.     | Akhmim               | أخميم            | 107.608     | Governació de Sohag           |                                     |
| 39.     | Girga                | جرجا             | 106.451     | Governació de Sohag           |                                     |
| 40.     | Matariyyah           | المطرية          | 105.413     | Governació d'Al-Daqahliyah    |                                     |
| 41.     | Idku                 | إدكو             | 101.227     | Governació de Buhayra         |                                     |
| 42.     | Zifta                | زفتى             | 100.671     | Governació d'Al-Gharbiya      |                                     |

## Àrees Metropolitanes
A part de les dades esmentades anteriorment, cal fer referència als casos en què existeix una àrea metropolitana significativa a l'entorn de la ciutat, com és el cas de les següents cinc urbs:
- El Caire (16.429.199)
- Alexandria (4.594.360)
- Guiza (1.751.880)
- Suez (655.159)
- Mansura (632.900)